# 2010 EQ65
2010 EQ65, também escrito como 2010 EQ65, é um corpo menor que está localizado no disco disperso, uma região do Sistema Solar. O mesmo possui uma magnitude absoluta de 6,4 e tem um diâmetro com cerca de 231 km. O astrônomo Mike Brown lista este corpo celeste em sua página na internet como um candidato a possível planeta anão.

## Descoberta
2010 EQ65 foi descoberto no dia 10 de março de 2010 pelos astrônomos D. L. Rabinowitz e S. Tourtellotte.

## Órbita
A órbita de 2010 EQ65 tem uma excentricidade de 0,579 e possui um semieixo maior de 81,291 UA. O seu periélio leva o mesmo a uma distância de 34,183 UA em relação ao Sol e seu afélio a 128 UA.